# راي هيستر
راي هيستر (بالإنجليزية: Ray Hester)‏ هو لاعب كرة قدم أمريكية أمريكي، ولد في 31 مارس 1949 في نيو أورلينز في الولايات المتحدة، وتوفي في 1977.